# 550-та гренадерська дивізія (Третій Рейх)
550-та гренадерська дивізія (Третій Рейх) (нім. 550. Grenadier-Division) — гренадерська піхотна дивізія Вермахту, що входила до складу німецьких сухопутних військ за часів Другої світової війни.

## Історія
550-та гренадерська дивізія сформована 11 липня 1944 року в ході 29-ї хвилі мобілізації у XI військовому окрузі, як «загороджувальна дивізія» (нім. Sperr-Division). Але вже 22 липня 1944 року її частини пішли на доукомплектування 31-ї гренадерської дивізії.

## Райони бойових дій
- Німеччина (липень 1944)

## Командування

### Командири
- оберст Ернст Кеніг (нім. Ernst König) (11 — 22 липня 1944)

### Склад
| 1944                                     |
| ---------------------------------------- |
| 1110-й гренадерський полк                |
| 1111-й гренадерський полк                |
| 1112-й гренадерський полк                |
| 1550-й артилерійський полк               |
| 550-та фузилерна рота                    |
| 550-та рота зв'язку                      |
| 550-те дивізійне управління забезпечення |
| 550-й запасний батальйон                 |